# ムバレ県

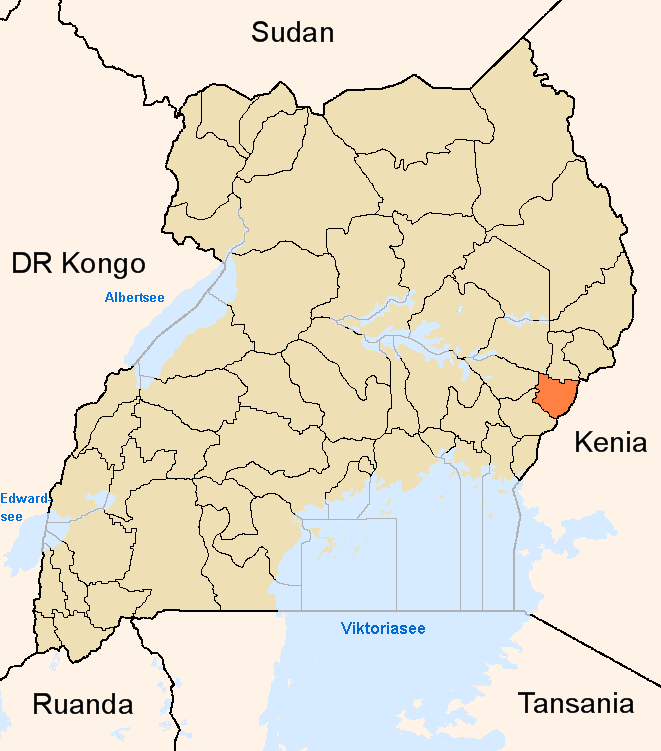
2001年から2005年のムバレ県の位置と県境

ムバレ県 (ムバレけん、Mbale District) はウガンダ東部エルゴン山西麓の県。

## 概要
バントゥー系ギス族（マサバ族）の主な居住地でブギスと呼ばれた地域であり、面積は 2,466.7 km²であった。1979年に県庁所在地に合わせムバレ県と改名された。2000年7月に北部がシロンコ県に分割された。2002年の国勢調査人口は 721,242人で、うち2005年7月以降のムバレ県分は 332,174人である。2005年7月1日に南東部がマナフワ県に分割され、面積も 534.4 km² となった。ムバレの3つの区を含め13の副郡が置かれている。マナフワ県の北部は2006年にブドゥダ県に分割された。都市人口比率は低く、90.2%は農村部に住む。主な産業も農業でコーヒー、マメ、マトケ (Matoke) 、トウモロコシ、タマネギ、ジャガイモ、ニンジン、サツマイモなどが栽培される。知事に相当する第5地域議会 (LC5) 議長はバーナード・ムジャシ。ムバレにはウガンダイスラーム大学 (IUIU) がある。

## 隣接する県
北西にテソ地方のブケデア県、西にブケディのブダカ県、ブタレジャ県、南西にトロロ県と接する。